# Shenzhousaurus
Shenzhousaurus (що означає «ящірка Шеньчжоу») — рід базальних орнітомімозаврів нижньої крейди Китаю.
Голотип (NGMC 97-4-002, Національний геологічний музей Китаю) був зібраний біля дна (річкові русла) формації Ісянь (Аптян) на місці скам'янілостей Сіхетун, Бейпяо, західна провінція Ляонін. Цей зразок складається з часткового скелета, який зберігся на плиті з пісковику в «позі смерті», його голова над тулубом. Відсутні дистальні частини задніх кінцівок, дистальна частина хвоста, передні кінцівки (за винятком частини правої руки) і грудний пояс. Голова розтрощена, лівий бік оголюється косо.

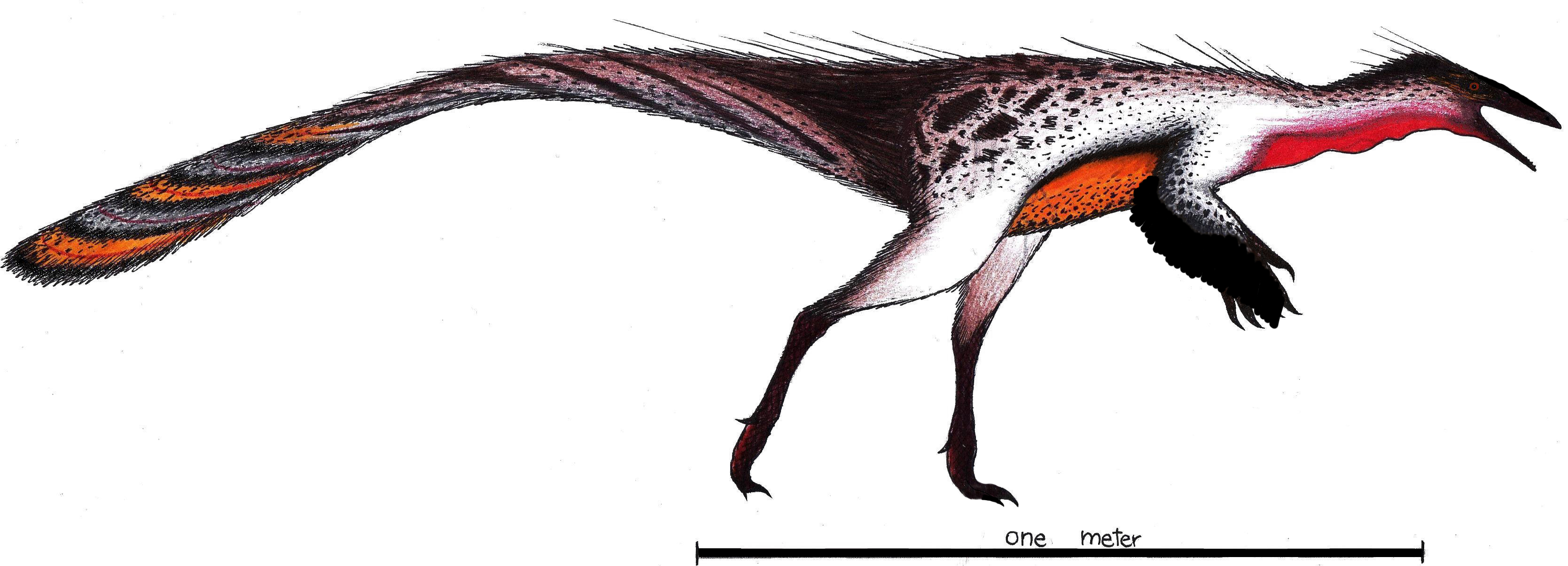
Художнє представлення

Shenzhousaurus був вперше описаний Qiang Ji, Марком Нореллом, Peter J. Makovicky, Keqin Gao, Shu-An Ji та Chongxi Yuan у 2003 році, а типовим видом є Shenzhousaurus orientalis. Рід наразі монотипний і, здається, є більш похідним, ніж Pelecanimimus polyodon, але менш похідним, ніж Harpymimus oklandikovi. Його можна відрізнити від останнього за «прямим сідничним стволом і загостреним заднім кінцем клубової кістки» (Makovicky et al., 2004), а від усіх інших орнітомімозаврів, за винятком Harpymimus, за відносною довжиною I п'ясткової кістки (лише вдвічі меншої від II п'ясткової кістки) і в тому, що його зменшений ряд зубів обмежений симфізарною частиною зубного ряду. Розмір голотипного черепа 185 мм. Ряд камінчиків, знайдених у грудній порожнині, були інтерпретовані як гастроліти.